# Aberisphaera
Aberisphaera es un género de foraminífero bentónico de estatus incierto pero relacionado con Miscellanea de la familia Pellatispiridae, de la superfamilia Nummulitoidea, del suborden Rotaliina y del orden Rotaliida. Su especie tipo es Aberisphaera gambanica. Su rango cronoestratigráfico abarca el Thanetiense superior (Paleoceno superior).

## Clasificación
Aberisphaera incluye a las siguientes especies:
- Aberisphaera gambanica †